# Eccidio del Castello dell'Imperatore
Con l'espressione eccidio del Castello dell'Imperatore (conosciuto anche come "eccidio della Fortezza") si fa riferimento ad una serie di esecuzioni sommarie avvenute nella città toscana di Prato il 7 settembre 1944. La Corte di Assise di Primo Grado del Tribunale di Firenze – con sentenza del 27 marzo 1953 – condannò Marcello Tofani, detto Tantana, per uno di questi omicidi e prosciolse in istruttoria quattro altri partigiani.
L'evento è da mettere in rapporto diretto, se non consequenziale, con le deportazioni e i rastrellamenti per mano nazifascista nel marzo dello stesso anno a Prato, e con l'esecuzione sommaria di 29 giovani partigiani a Figline di Prato il giorno precedente.

## Il contesto
I prodromi dell'eccidio vanno ricercati in un contesto più generale che nacque con l'occupazione tedesca del nord Italia a seguito del disfacimento dell'apparato fascista dopo l'8 settembre 1943, e delle dure condizioni di vita che gli italiani si trovarono ad affrontare durante la guerra. Tutto ciò venne esacerbato dalla creazione da parte di Benito Mussolini, con l’avallo di Hitler, di un ricostituito partito fascista e di un nuovo stato, la Repubblica Sociale Italiana, la quale cercò in ogni modo di contrastare il fenomeno resistenziale che nel contempo si sviluppò in Italia, mettendo le basi per quella che poi diverrà una guerra civile.
Secondo lo storico Michele Di Sabato, specificatamente nella zona di Prato, per avere un'idea di quella che fu la percezione del regime fascista e della Repubblica Sociale agli occhi della popolazione, si possono analizzare i dati relativi al numero di condanne e arresti avvenuti in città negli anni precedenti. Durante il ventennio c'erano state circa 500 iscrizioni al Casellario politico centrale di persone definite «sovversive» e circa 300 arrestati. Il Tribunale speciale per la difesa dello Stato comminò oltre 200 anni di carcere e 107 di confino e 19 persone vennero colpite da ammonizione. Significativa fu la reazione al bando per il lavoro coatto nel febbraio 1944, dove su 784 convocati si presentarono solo 2 idonei e il rinnovarsi di scioperi tra cui quello generale nel marzo 1944. Come reazione allo sciopero i nazifascisti rastrellarono 360 scioperanti o presunti tali, presi anche a caso, furono deportati al campo di concentramento di Mauthausen. Ma nonostante la dura rappresaglia, nella RSI la renitenza alla leva era ormai un fenomeno molto diffuso. A questo si aggiunsero tutte quelle angherie piccole e grandi direttamente applicate senza alcun provvedimento formale dalle milizie fasciste alla popolazione, che potevano colpire chi veniva giudicato reo anche di semplici gesti ritenuti «sovversivi», come non togliersi il cappello davanti alle autorità fasciste.
In qualità di città situata in territorio nemico, Prato subì numerosi bombardamenti aerei da parte degli alleati, il primo di sessanta avvenne il 2 settembre 1943, e le difese cittadine si dimostrarono inadeguate. La città pagò la sua importanza logistica e le industrie che ormai lavoravano solo per i tedeschi. La prassi consolidata dei tedeschi (e non solo la loro) era quella di fare terra bruciata prima del passaggio del fronte per privare chi subentrava delle risorse del posto. L'ideale era azzerare tutte le risorse disponibili, sia come infrastrutture logistiche ed industriali, sia come viveri. Il territorio perso non doveva essere una risorsa per gli Alleati. La città dovette inoltre registrare molte demolizioni ad opera degli stessi tedeschi, azioni partigiane, rappresaglie, esecuzioni, rastrellamenti, sequestri, torture, stupri, confische di viveri e beni, e in città si riaffacciò perfino il tifo esantematico. Dall'inizio della seconda guerra mondiale fino al passaggio del fronte, Prato aveva avuto circa 500 morti, il doppio tra deportati ed Internati Militari Italiani e circa 2.000 abitazioni almeno lesionate. Con l'arrivo del fronte arrivarono le cannonate, la prima cadde l'8 agosto a Galciana ed è statunitense.

### Dissoluzione della RSI a Prato[29]
Il 18 maggio 1944 cede la Linea Gustav e i tedeschi si affannarono ad apprestare un sistema difensivo, la Linea Gotica, che passerà però ad alcune decine di km sopra la città di Prato. A questo si somma la Liberazione di Roma il 4 e 5 giugno e la riuscita dello Sbarco in Normandia del 6 giugno. L'immaginabile sviluppo militare di questo scenario, ovvero i tedeschi abbandoneranno Prato nel giro pochi mesi, contribuisce a schiacciare le deboli forze della RSI e del PFR locali. Secondo una confidenza fatta a Petri da un dirigente del PNR, a Prato c'erano 200 iscritti a quel partito quando il PNF nel 1941 contava circa 7.500 iscritti a prescindere dalle organizzazioni giovanili e del dopolavoro.
Il 7 giugno 1944 il vicecommissario prefettizio Fracassini, dopo aver preso atto delle difficoltà crescenti nel campo degli approvvigionamenti alimentari, provò a migliorare la situazione con la creazione di una commissioni di cittadini per affrontare meglio le questioni annonarie e il controllo dei prezzi. Questa commissione aveva a sua disposizione vari funzionari pubblici e 20 vigili urbani. In questa commissione il CLN riuscì a far entrare molti propri esponenti. Dopo tre anni esatti di registrazioni degli allarmi aerei, il 21 giugno l'ufficio tecnico del comune di Prato registra il quarantatreesimo bombardamento e il settecentoventunesimo allarme aereo. Dopo questo ufficio cesserà di operare per mancanza di energia elettrica e di linee telefoniche, non potendo più comunicare correttamente ed azionare le sirene dell'allarme aereo. Con l'approssimarsi della partenza dei tedeschi, alcune figure compromesse con il regime cominciarono a scappare. Dopo la fuga da Prato del Fracassini, il prefetto Raffaele Manganiello nominò Rosario Ardizzone nuovo commissario Prefettizio di Prato e questi cumulerà la nuova carica con quella sua propria di commissario della polizia pratese. Il 12 luglio Ardizzone scioglierà la Commissione Annonaria pur non avendo soluzioni alternative ad essa e farà dare la caccia ad almeno uno dei suoi membri, Egidio Bellandi. Il CNL registrò che a quattro giorni dell'insediamento del nuovo commissario prefettizio Ardizzone, il pane era arrivato a costare al mercato nero 40-50 lire al kg, mentre era crollata la disponibilità di quello razionato. Assieme alla disponibilità di cibo, crollò anche la disciplina e il morale della popolazione, esplicativa fu l'inchiesta voluta il 23 luglio da Ardizzone, dove si cercarono le cause e i responsabili della mancata presentazione in servizio, in quel giorno, di tutti i vigili urbani. L'ordine pubblico era in crisi, si registrarono assalti della popolazione ai negozi, 10 nella sola giornata del 26 luglio, soprattutto a quelli di generi alimentari a riprova della penuria di viveri. I tedeschi saccheggiarono, oltre per la strategia di sottrarre risorse al nemico, anche per lucro personale, e a tal fine incitavano al saccheggio la popolazione locale perché la confusione gli permetteva di agire con più facilità, come scrisse Ardizzone in un rapporto.
A Prato, RSI e il Partito Fascista Repubblicano sono quindi in disfacimento già a giugno anche se in generale, agli occhi dei tedeschi non hanno mai fatto veramente presa sulla società italiana in generale. La lettura dei rapporti del 1943 degli MK (Militärkommandanturen) della Toscana, fornisce uno spaccato del punto di vista tedesco sulla RSI e il PFR. Tra le tante cose i comandi MK 1003 e MK 1015 illustrano come siano costretti a puntellare la RSI. L'MK1015 il 18 novembre 1943 dichiara che «[...] l'autorità dei prefetti si basa praticamente sulla Wehrmacht e sull'amministrazione tedesca, solo la nostra sorveglianza rende possibile il controllo sull'attuazione dei loro stessi ordini [...]». I rapporti descrivono un apparato che è spesso incapace di operare senza i tedeschi. L'approccio militare dei tedeschi in quel periodo, è ben evidenziato dal caso della rappresaglia a Striglianella. Agli inizi di agosto ci sono delle scaramucce in zona con la brigata Buricchi. Il 4 agosto i tedeschi rientrarono da una puntata fallita verso la Buricchi. La rappresaglia si scaricò su Striglianella, con razzia di bovini, demolizione di case, presa di cinque ostaggi che fucilarono. A nulla valse la professione di fede fascista di due questi ostaggi, due pratesi sfollati. Per monito tutti furono fucilati sotto gli occhi degli altri abitanti della zona, e quindi anche dei fascisti del posto. Dalla seconda metà di agosto, i carabinieri di Prato erano guidati dal maresciallo Giuseppe Vivo.
Mentre la città venne lasciata a se stessa, il CNL Toscana chiedeva al CNL Prato di predisporre i piani per l'occupazione della città. Nella piana c'erano ormai circa 200 partigiani, alcuni già in città, e circa 220 erano in montagna ai Faggi di Iavello con la Brigata Buricchi. Già a cavallo tra giugno e luglio, il CLN pratese si era insediato nel convento di San Niccolò, in pieno centro. Ormai c'era carenza di materie prime e dei prodotti più disparati, la difficoltà a reperire generi alimentari per alcuni diventò fame. I conventi di clausura erano stati aperti e molti vi si rifugiarono. Dal diario di suor Martinez, del Convento di San Niccolò. Scrive il 28 agosto «[...] I tedeschi diventano sempre più feroci e barbari: saccheggiano, fucilano, impiccano [...] non c'è parola adeguata a sottolineare la perfidia tedesca. Il Direttore della Banca d'Italia, qui sfollato, dice che i tedeschi sono tecnici in tutto anche nel male. Il Cardinale di Firenze S.E.R Mons. Elia Dalla Costa, dice che la barbaria tedesca ha superato quella diabolica [...]».

### La liberazione della città
Il 1º settembre 1944 i tedeschi abbandonarono Campi Bisenzio e Carmignano-Poggio a Caiano. Tra il 3 e l'8 settembre 1944 si viene a creare il cosiddetto «periodo dell'emergenza», dove Prato era terra di nessuno, i fascisti ancora attivi si limitarono a collaborare semplicemente con i tedeschi e si verificarono molti omicidi, in parte ad opera di ignoti. ll 3 settembre una missione del CLN prese contatto a Campi Bisenzio con gli statunitensi. Gli americani dichiararono di voler occupare Prato il 7 settembre.
Il 4 settembre il CLN Toscana dà l'ordine di occupare la città. Alle ore 18 del 4, i primi 189 partigiani occuparono la città e il giorno dopo insediarono la giunta comunale con il sindaco Dino Saccenti. Nella notte fra il 4 e il 5 settembre i tedeschi si ritirarono al di là del torrente Dogaia Fosso di Iolo. Per il resto, si piazzarono a nord, attorno alla strada per Schignano, che fu poi la loro via di ritirata verso la Linea Gotica, mandando però anche pattuglie verso sud e tenendo almeno una formazione in zona Fabbricone. L'ultimo reparto tedesco presente a Prato fu il 1º btg comandato dal maggiore Karl Laqua ed apparteneva al 775 rgt granatieri.
Sempre il 5, gli statunitensi si mossero a ridosso della città, senza entrare. Una colonna arrivò all'incrocio tra via Zarini e via Roma, un'altra colonna provenendo da Campi Bisenzio arrivò in via Ferrucci. Probabilmente un'altra si avvicinò al centro da sinistra. La sera del 5 molti ragazzi si avventurano verso gli statunitensi, tornando riforniti di sigarette e generi vari.
La notte tra il 5 e il 6 la Brigata Buricchi lascia i Faggi di Iavello per partecipare all'occupazione della città. In località Pacciana, la brigata finisce in una imboscata dei tedeschi, tra i quali erano presenti degli italiani. Ci furono 13 morti, circa 15 dispersi e 31 partigiani prigionieri. Dopo essere stati picchiati, 29 partigiani (feriti compresi) vennero impiccati. Due dei 31 prigionieri riuscirono a scappare durante l'esecuzione. La notizia si sparse in Prato entro la sera del 6 e si sommava ai morti delle cannonate del giorno prima e alle decine di omicidi ad opera dei tedeschi che si erano verificati nell'arco dell'anno di occupazione e che si erano intensificati con l'arrivo del fronte. Da notare che Desideri fa figurare nell'elenco dei fascisti uccisi da partigiani, 9 persone uccise in realtà dai tedeschi, numero che nell'elenco di Salvagnini sale a 12. Per tre di loro si trattò di partigiani uccisi dai tedeschi, ovvero di Alvaro Magnini morto a Galciana, e Carpini e Tucci morti in via Bologna, dove è anche visibile una targa in loro memoria.
La sera del 7 gli statunitensi entrarono in città e l'8 la dichiararono sotto controllo delle Nazioni Unite. Scrive Suor Martinez il 7 settembre [...] Sul Palazzo Pretorio sventola la nostra bandiera tricolore con quella degli Alleati. I fascisti fuggono, si nascondono [...]». Da una lettera di monsignor Fantaccini, Vicario di Prato, al Vescovo, datata 12 settembre: «Da domenica qui non si sente più il rombo del cannone. Anche i nostri dintorni sono stati liberati dal flagello tedesco [...]» prima dei saluti termina dicendo «[...] d'ora innanzi sono garantiti 200 grammi di pane al giorno [...]».

## L'eccidio e il suo processo
Quei 29 morti e lo stillicidio che continuava, peggiorarono drasticamente il clima. Direttamente o indirettamente, il fascismo e specialmente il PFR, viene visto da molti come il principale responsabile politico dei danni di quei quattro anni di guerra. Tra la liberazione di Roma e l'assestamento del fronte sulla Linea Gotica, in quei mesi in Toscana c'erano stati circa 240 eccidi ad opera dei tedeschi con 3.740 morti.
All'insediamento in palazzo comunale, il CNL dispose che una serie di fascisti, iscritti in appositi elenchi, fossero arrestati e distribuiti presso il carcere mandamentale in via del Porcellatico o presso la Caserma dei Carabinieri, o presso il Castello. Il CLN dispose anche che gli arrestati fossero interrogati, ma non che vi fossero dei processi, né tanto meno esecuzioni. Rispetto agli altri due luoghi di detenzione, al Castello successe tuttavia qualcosa di diverso: una parte degli arrestati venne giustiziata. Non c'è una ricostruzione completa dei fatti, con mandanti, esecutori e del perché alcuni vennero uccisi ed altri no. Le prime esecuzioni avvennero verso le 8:30. I due fratelli Giorgi vennero portati fuori dalle mura del Castello e uccisi lungo le scale laterali. Per i Giorgi vennero usati dei mitra, per altri prevalentemente pistole e fucili. Mons. Franchi, dell'attigua chiesa di Santa Maria delle Carceri, chiederà di poter confessare quelli che sarebbero stati giustiziati, ma non gli sarà concesso. Racconterà di essere intervenuto presso il Vicario di Prato affinché facesse pressioni sul CNL per far cessare le esecuzioni, ma queste proseguiranno fino alle ore 18 circa, con l'ultimo omicidio, quello del maresciallo dei Carabinieri Giuseppe Vivo, nonostante che questi esibisse un lasciapassare dei partigiani.
Giorgetti, vigile urbano in servizio all'ingresso del Castello, riferisce che: «[dopo che il maresciallo era stato portato fuori] arrivarono in Fortezza alcuni giovani trafelatissimi: "Dov'è il maresciallo?" chiesero, "Già portato via", fu loro risposto. I nuovi arrivati rimasero allibiti ed impallidirono. "Dio, Dio!" esclamarono, infilandosi le dita tra i capelli: "C'era l'ordine del comitato di tutti i partiti di salvarlo a tutti i costi". E così dicendo, corsero fuori nella speranza di giungere in tempo a fermare quella troppo frettolosa, arbitraria esecuzione. Ma tornarono di lì a poco indietro, avviliti, mortificati. Troppo tardi [...]», La Nazione, dalle cronache del processo, marzo 1953. Il giorno dopo solo 60 partigiani furono incaricati e autorizzati a muoversi armati con funzioni di ordine pubblico. Nel frattempo gli americani cominceranno ad entrare in città e il 9 settembre insedieranno la loro amministrazione, l'Allied Military Government of Occupied Territories (AMGOT).
Questi fatti arrivarono via via nelle aule di giustizia. Dopo una serie di sette processi per otto omicidi, nel marzo del 1953 si svolse presso il tribunale di Firenze un processo che riunificava una serie di nove omicidi avvenuti il giorno 7 settembre. Ormai i protagonisti sono tutti scomparsi e i documenti oggi a disposizione sono quelli di allora e le decine di testimoni di quei processi avevano il vantaggio di riferire di fatti poco lontani nel tempo. Questo rende arduo riuscire oggi ad approfondire i fatti più di quanto si riuscì a fare in quel processo. Gli accusati in origine erano cinque, tra loro spiccava Marcello Tofani che aveva avuto modo di farsi notare spesso in quelle ore. Così il Tribunale valutò Tantana: «[...] indicato come violento, prepotente, temuto e disprezzato da tutti per la sua losca figura [...]».. Fu l'unico condannato per un omicidio, quello maresciallo dei Carabinieri Giuseppe Vivo. All'inizio era considerato come coinvolto in tutti e nove gli omicidi. Dei restanti accusati, tre vennero prosciolti in istruttoria, o per insufficienza di elementi o per non aver commesso il fatto. Il quarto imputato nel era nel frattempo morto. Tantana fu l'unico quindi ad essere rinviato a giudizio. Per questi motivi il suo nome si trova sovraesposto. Si è narrato di squadre guidate da Tantana, arrivando addirittura «alla brigata partigiana guidata da Marcello Tofani (detto Tantana)».
Così il tribunale scrive nella:
«[...] Sentenza [...] contro [...] Tofani Marcello detto Tantana [...] per avere [...] con più azioni consecutive di un unico disegno criminoso, cagionato volontariamente la morte di [elenco delle vittime], partecipando assieme a diversi sconosciuti, alla fucilazione dei predetti, avvenuta in Piazza Santa Maria delle Carceri [...]». Così il tribunale descrive le difficoltà del processo e il clima cittadino all'epoca dei fatti e quindi gli aspetti di degenerazione che si registrarono: «[...] le indagini allora esperite e l'istruttoria formale seguita, rese particolarmente difficili dall'omertà di coloro che erano a conoscenza dei fatti e dal timore di esporsi con rappresaglie con qualche dichiarazione compromettente [...]» e «[dopo l'insediamento a Prato, il CNL] iniziava la sua multiforme attività volta ad organizzare tutti i principali servizi ed a provvedere alle più urgenti necessità della popolazione. In attesa dell'insediamento della Amministrazione Alleata [...] tra coloro che combattevano valorosamente alla periferia e coloro che, con alto senso di civismo, cercavano di organizzare nuovamente la vita cittadina, si inserivano come temporanei, dispotici padroni di tutto, dai beni alla vita degli altri uomini, i violenti, i faziosi, i ribaldi, coloro cioè che, sotto il pretesto di render giustizia, saccheggiavano e devastavano, rapinavano ed uccidevano, traevano partito dalle eccezionali circostanze di esplosione di rancori, di fermento di ribellione, di carenza di qualsiasi autorità costituita per realizzare i loro più bassi istinti di sopraffazione, di lucro, di odio e di vendetta. Avveniva così che le vie cittadine erano battute da armati, in gruppi o isolati, accorsi dai territori già liberati e frammischiati ai combattenti; alcune abitazioni venivano invase e perquisite; diversi inermi cittadini venivano sequestrati e trasportati, senza alcun ordine legittimo, dall'uno all'altro luogo, e successivamente liberati o uccisi, a seconda degli umori di una folla eccitata e della volontà di elementi incontrollati, divenuti arbitri faziosi e fanatici della vita delle persone, in quella arroventata atmosfera [...]».
Sempre in tema di atmosfera, dal diario di Suor Martinez: «[...] Giorni sono vennero, facendo gran rumore alla porta per farsi aprire, alcuni partigiani, bene armati e con le rivoltelle in mano, chiedendo di fare una perquisizione al rifugio. La madre [suor Cecilia] li rimproverò del loro contegno davanti ad una suora, minacciandoli di accusarli al loro Comandante [Martini]. Divennero così subito buoni, si allontanarono, ed alcuni di essi tornarono a chiedere scusa. Un altro giorno vennero dei comunisti a chiedere un signore qui sfollato. La madre non lo consegnò e disse: "Prendete me, portatemi dove volete". I comunisti se ne andarono. Per diversi giorni il Comandante dei partigiani, qui sfollato, ha fatto montare la guardia a diversi partigiani, tutto il giorno, al nostro convento [...]».
Solo nel caso del maresciallo Vivo, si è potuta ricostruire i fatti. Le testimonianze hanno dimostrato che i due si conoscevano e che c'era risentimento del Tofani nei suoi confronti. Che c'era stato un fortuito incontro tra i due, il 6 settembre all'interno del monastero di San Vincenzo, ove il Tofani aveva aggredito il Vivo e che grazie all'intervento di terzi la cosa non era degenerata, ma al contrario vi era stata una apparente riappacificazione. Che il giorno 7 alle 14:45 il Tofani, accompagnato da persone non identificate, era tornato a prendere il Vivo con la scusa di prelevarlo e portarlo a colloquio per avere chiarimenti con il CNL. Il Vivo si era già messo a suo tempo a disposizione del CNL, aveva consegnato le armi. Aveva dei documenti che comprovano tutto questo e quindi ritenne di non dover temere nulla. Per la cronaca Tantana era analfabeta e non era quindi in grado di esaminare in autonomia alcun documento, il che lo rendeva già poco credibile come comandante. L'inaspettato prelevamento del Vivo aveva messo in allarme parenti e conoscenti che si trovavano nel convento e risultò che il CNL, insediato in palazzo comunale, non aveva mandato nessuno a prelevare il Vivo. Le ricerche del Vivo furono inizialmente infruttuose, poi arrivò la notizia che il suo cadavere, colpito da arma da fuoco, si trovava presso le camere mortuarie dell'ospedale di Prato. Al termine del dibattimento, il PM chiese di condannare il Tofani per cinque omicidi e di assolverlo per mancanza di prove per gli altri quattro. Il Tribunale, tramite varie testimonianze, accertò non solo che era stato il Tofani a prelevare il Vivo dal convento, ma accertò altresì che era stato lui ad uccidere il Vivo lungo le scale esterne del Castello. La difesa del Tofani non fu ritenuta credibile per l'omicidio del Vivo. Venne quindi condannato a 22 anni, scesi a 18 anni per le attenuanti generiche e venne assolto per insufficienza di prove per altri cinque omicidi e per non aver commesso il fatto per i restanti tre omicidi.
Gli indiziati, responsabili a vario titolo di questi nove omicidi, facevano parte di un gruppo che gravitava al Castello e di cui per mezza giornata il CNL non riuscì a mantenere un vero controllo. Non c'è memoria di chi fossero i responsabili di quel gruppo e al processo non emerse. Vennero uccisi pubblicamente con colpi d'arma da fuoco e i corpi furono tutti portati alle camere mortuarie dell'ospedale, tranne che per il polacco del cui cadavere non si sa molto. Il processo accertò che 7 persone furono uccise in piazza delle carceri, il Petrelli fu ucciso in san Domenico. L'uccisione del Micheli ebbe un andamento diverso e mori in un vicolo lì vicino. Per contenere il fenomeno degli arresti non autorizzati, ad un certo punto il CNL aveva ribadito che si arrestava solo su sua indicazione e aveva disposto che di conseguenza, i luoghi di detenzione accettassero solo gli arrestati indicati dal CLN stesso. L'arresto del Micheli avvenne quando ormai era in funzione questa restrizione e venne quindi rifiutato nel luogo di detenzione. Per il Tribunale fu probabilmente ucciso, in un vicolo vicino, dagli stessi che lo avevano arrestato e si erano visti rifiutare la presa in carico dal carcere. Risulta inoltre che l'ANPI dichiarò al Tribunale che il Tofani Marcello non fosse un membro dei partigiani pratesi. Tofani stesso asseriva di aver in realtà svolto l'attività di partigiano nella Brigata Stella Rossa, in Romagna e di essere rientrato in città con una sorta di licenza all'arrivo del fronte a Prato. Non si conoscono riscontri della sua appartenenza alla Brigata Stella Rossa. Anche se non scritto in sentenza, Tofani Marcello non risultava iscritto al PCI.

### Elenco delle vittime
Come risulta dalla sentenza del Tribunale di Firenze le vittime furono nove:
| Nominativo                                 | Alcune informazioni sulle vittime |
| ------------------------------------------ | --- |
| Giorgi Giovanni                            | Fascista (almeno fino al 25 luglio 1943) attivo nel suo quartiere e conosciuto come persona prepotente e violenta. Ad esempio esigeva che si ascoltassero i bollettini di guerra in piedi e senza cappello. Tra la popolazione questi bollettini di guerra erano ritenuti meno affidabili di quelli di Radio Londra. Era fratello di Giorgi Leonello. Nell'Albo caduti e dispersi della RSI lo indicano come milite del 637° btg della Guardia Nazionale Repubblicana |
| Giorgi Leonello                            | Fascista (almeno fino al 25 luglio 1943) attivo nel suo quartiere e conosciuto come persona prepotente e violento. Ad esempio esigeva che si ascoltassero i bollettini di guerra in piedi e senza cappello. Tra la popolazione questi bollettini di guerra erano ritenuti meno affidabili di quelli di Radio Londra.. Nell'Albo caduti e dispersi della RSI lo indicano come sergente maggiore del 637° btg della Guardia Nazionale Repubblicana. Pansa riporta le parole che secondo la famiglia avrebbe detto durante l'arresto: "...non ho fatto del male a nessuno. E se qualcuno ha avuto uno schiaffo da me e gli sembra di non averlo meritato, me lo restiuisca e non se ne parli più ". |
| Petrelli Fernando                          | Custode delle scuole comunali di S.Caterina. M.D. Sabato "...era un fascista molto discusso, oggetto di sospetti e contestazioni anche da parte delle autorità scolastiche..." . |
| Razzai Fiorenza                            | Fascista. Secondo quanto scritto nella sentenza del 27 marzo 1944 era stata la dattilografa di un comando tedesco. |
| Micheli Ricciardo                          | Fascista. Ex carabiniere faceva il poliziotto privato. Era indicato come referente della polizia e dei fascisti. |
| Simoncini Spartaco                         | Milite della Guardia Nazionale Repubblica, era stato notato dai partigiani al CNL per aver collaborato fino alla fine con l'ultimo gruppo dei tedeschi acquartierato presso il collegio Cicognini. Come segnalò la polizia al PNF, aveva cominciato a delinquere a 15 anni, uscito dal riformatorio nel 1939, era stato poi condannato per associazione a delinquere per 3 anni e mezzo di carcere, poi anche denunciato per truffa. |
| Ubertini Benvenuto                         | Era il capo delle guardie del Carcere Mandamentale di Prato che si trovava in via del Porcellatico n°5. Spesso è erroneamente indicato come semplice custode. Il capo delle guardie veniva accusato di picchiare e sbeffeggiare i prigionieri. |
| Vivo Giuseppe                              | Maresciallo dei Carabinieri di Prato. Dopo il 15 agosto divenne, da maresciallo, il comandante dei Carabinieri di Prato. Si distinse nei rastrellamenti, fu lui che si occupò personalmente del rastrellamento degli operai del Lanificio Lucchesi. Questo rastrellamento assieme a quello del Lanificio Calamai, furono i più discussi per il presunto pieno coinvolgimento dei titolari delle stesse aziende. Il maresciallo veniva accusato di picchiare e sbeffeggiare i detenuti. |
| Collaborazionista polacco mai identificato | Collaborazionista. Era un polacco di cui non si è mai saputo il nome. Era genericamente indicato come un collaborazionista polacco non identificato anche nella sentenza del Tribunale di Firenze. |

## L'eccidio e la sua rappresentazione[77]
Secondo il cronista de La Nazione che aveva seguito e pubblicato giorno per giorno articoli sul processo, alla lettura della sentenza c'erano soltanto 4-5 persone, ed erano tutti parenti dell'imputato. La notizia della sentenza, come il racconto delle udienze, occupò la parte del giornale che ospitava la cronaca del principale quotidiano locale. Oltre agli altri 8 processi per i 9 omicidi del Castello, ci furono altri processi per altri omicidi, avvenuti sia attorno a quel giorno che in periodi più distanti, a volte l'esito fu una condanna, a volte non ci fu condanna come nel caso dell'uccisione di Ardizzone. La stampa ne diede quindi ampia pubblicità, senza dimenticare che nessuna esecuzione del Castello avvenne nel segreto delle sue mura, ma quasi tutte nella gremita piazza antistante. S. Desideri scrive "...Tutto questo avvenne in Piazza delle Carceri sotto lo sguardo di centinaia di cittadini beoti e vili che assistettero allo scempio...". Oltre "La nazione" dei fatti pratesi scrissero altri, tanto che è proprio di quegli anni un libro da la stima massima mai apparsi dei fascisti uccisi a Prato. Nonostante le morti fossero più che note, per decenni nessuno ne ha coltivato memoria pubblica, nemmeno la destra neofascista. Eppure in Italia si sono sempre scritti libri e articoli su questi argomenti, nel libro "La pelle", il pratese Curzio Malaparte scrisse della fucilazione dei franchi tiratori di Firenze nell'agosto 1944. Fino al 1994 nessun critico del mito della resistenza scrive qualcosa sull'eccidio del Castello di Prato, poi la discussione sull'eccidio si reincarna e diventa il raccoglitore di tutti gli episodi di (in)giustizia sommaria, vera o presunta, la parte che diventa il tutto. Nel 1981 ci fu un dibattito in TV: la cosa non suscitò alcun clamore. Nella seconda metà degli anni 80 esce "La Storia di Prato", opera in più volumi coordinata da Braudel. Scrive Salvagnini "...[in quel testo] si accenna appena ad alcune generiche, inevitabili manifestazioni di intolleranza e di vendetta, condannabili ma comprensibili...". Il 6 settembre 1990 su un articolo de "La Nazione" si preannuncia una pubblicazione di Caponi in cui si parla di 17 morti e del rischio che aspetti controversi come questo, rischino di essere sovrastati dalla retorica delle celebrazioni della resistenza. Come prima di allora, nulla si muove.
A causa di una disputa che nasce tra due ricercatori che vengono considerati antifascisti., C. Caponi e M.D.Sabato, tra la fine di agosto e gli inizi di settembre 1994 il grande pubblico riscoprì l'eccidio. Quello che poteva essere un equivoco superabile se restante nell'ambito di chi si occupa di storia, diventa un'accesa polemica pubblica. Sulla stampa intervengono in molti, ieri come oggi, e il dibattito storico si confonde con la polemica politica, scomparendo in essa. I racconti degli anni 90 di qualche vecchio spettatore che era davanti al Castello, erano la resurrezione di cose risapute e seppellite nella memoria. Con il passare degli anni, si sviluppa un filone tematico che raccoglie un insieme di eventi di vera o presunta (in)giustizia più o meno arbitraria-sommaril, azioni poste in essere da antifascisti (veri o presunti), a carico di fascisti (veri o presunti) o comunque collaborazionisti (veri o presunti).
La polemica politica si riaccende tutti gli anni, prevalentemente agli inizi di settembre in occasione della ricorrenza dell'eccidio. Spuntano degli elenchi delle 9 vittime accertate che possono contenere anche nomi sbagliati. Nonostante l'ampia letteratura a disposizione, sono continuati gli interventi di politici che non conoscono il tema. Ad esempio si è asserito che non vi siano stati processi o che le vittime vennero scelte a caso. Il tema reale di quel dibattito pubblico è il valore politico-morale della resistenza, contrapposto al valore politico-morale "del sangue dei vinti", o meglio ancora la loro equiparabilità. Non a caso le cerimonie improvvisate al Castello sono state spesso accompagnate da motti e saluti politici e dalla risposta dei degli oppositori a queste iniziativo. Le risposte di chi non si sente "dalla parte dei vinti" non entrano in genere nel fatto specifico dell'eccidio, ma restano su argomentazioni più generali. Si risponde in sostanza che, l'azione combinata degli 8 movimenti politici presenti in Italia nei ranghi della resistenza, ha riportato in Italia la democrazia, mentre il sodalizio tra fascismo e nazismo puntava all'opposto. Chi si riconosce nella categoria dei democratici, più che dei "vincenti", spiega che uccisioni e prevaricazioni varie non mutano il significato di fondo della resistenza e accompagnano tutte le guerre. Questa argomentazione viene tradotta dall'altra parte come giustificazionismo e doppia morale. In questa disputa attualizzata, Prato perde per strada l'informazione storica sul fatto specifico in se e le condizioni reali in cui avvenne. Si era al termine del ventennio fascista, dopo quattro anni di guerra disastrosa, uno dei quali di pesante occupazione tedesca, di bombardamenti e privazione di libertà, c'era il passaggio del fronte, la fame, la paura. Sono le condizioni che hanno alimentato l'odio nei confronti del sodalizio tra fascismo (specialmente quello della RSI) e occupanti tedeschi. Su Prato e dintorni queste condizioni sono descritte da autori come ad esempio: Petri, Caponi, Di Sabato, Faldi, Palla, Gregori, Giaconi, Affortunati, ed altri.
Sul tema dell'eccidio, le opere che hanno alimentato il dibattito dalla parte che si identifica con i perdenti sono quelle di Desideri e Salvagnini. Pansa scrive 10 pagine che si rifanno dichiaratamente agli scritti di questi due autori da lui così presentati: "...le mie fonti più importanti sono di una parte e dell'altra. Quella antifascista è un ampio articolo di uno storico cattolico pratese, Claudio Caponi...La seconda è di un autore di destra che abbiamo già incontrato a proposito di Firenze: Gigi [Luigi]Salvagnini... a questa fonte possiamo affiancare l'articolo di un pratese, Sileno Desideri...", e non è l'unico a presentarli come neofascisti. Mentre Desideri e Salvagnini mostreranno di non disprezzare l'esser citati da Pansa, Caponi si dichiara infastidito dal fatto che il suo lavoro di storico sia usato riduttivamente come materiale di parte da contrapporre alla parte fascista.
Anche altri storici di destra si occupano della fase di passaggio a Prato tra l'occupazione tedesca e il ritorno alla democrazia. Lo farà Franco Cardini per il suo libro "Storia di Prato illustrata". Salvagnini scriverà a riguardo "...Intendiamoci: non che mi abbia addolorato scoprire un Cardini falsario, non esageriamo; l'ho solo beccato con le dita nella marmellata...". Per Salvagnini la colpa di Cardini è quella di non seguire la narrazione dei fatti propria e di Desideri. È stridente il contrasto tra la descrizione di Cardini e quella di Salvagnini: "... [il Castello] era lo scannatoio di tutti i fascisti presenti in città..." e "... gli Storiografi partigiani tacciono, non solo in maniera antistoricistica, ma immorale. ..". La strategia attribuita da Salvagnini ai partigiani descrive un CNL composto esclusivamente da fanatici sanguinari, senza il senso del limite, inconsapevoli dell'imminente arrivo degli Alleati e dei reali rapporti di forza. Il destino che il CNL aveva prevalentemente assegnato ai fascisti di sesso maschile ritenuti pericolosi, era quello di venire arrestati. Magari in seguito finirono a rimuovere le macerie. Per le donne, oltre l'arresto delle più "pericolose", non risulta che il CNL avesse previsto nulla. A Prato, oltre ad alcune esecuzioni, si registrò semmai la barbara pratica di tagliare i capelli a zero ad alcune donne. Più in generale in città si registrarono furti e danneggiamenti di proprietà dei fascisti, ma non certo per disposizione del CNL. La maggioranza degli arrestati non si trovava al Castello, come non è vero che al Castello vennero tutti uccisi, tanto che alcuni degli incarcerati testimoniarono ai processi, come ad esempio Gattai Lina. Mentre Cardini dà per acquisito il dato di profondo stato di crisi umana e materiale a Prato al pari del resto del centro-nord Italia, Salvagni, Desideri e Pansa dicono altro, o non dicono affatto. Nel testo di Desideri non c'è una sola parola sullo stato di prostrazione della città. Nel libro di Salvagnini su questo aspetto c'è poco o nulla, anzi, secondo lui a Prato non ci furono nel mese di Agosto problemi alimentari. Anche per Pansa la spiegazione del contesto è inadeguata Nell'insieme i tre si limitano a parlare di due ponti minati, una strada minata, alcune cannonate in piazza Duomo con un morto e tre feriti. L'entità del peso dell'occupazione tedesca fu superiore di uno o due ordini di grandezza rispetto a quanto descrivono.

## Delimitazione degli eccidi
Desideri in un'intervista arriva a circa 60 uccisioni, dando solo i numeri e non i nomi. Quando darà i nomi, le uccisioni scenderanno a 33. Salvagnini conta nel suo libro 40 nominativi certi, più altri probabili. Pansa dichiara che gli basta la lettura degli autori che cita e non è necessario un sopralluogo in città. Al momento in cui scrive c'erano circa 344 titoli a disposizione da cui poter ricavare informazioni sulla storia del fascismo e dell'antifascismo a Prato e nei rapporti tra di loro. Pansa fa quindi un uso limitato delle fonti disponibili e non spiega perché definisce come parte delle Brigate Garibaldi la Brigata Buricchi quando nessuno dei tre autori che cita la dichiara tale. L'elenco dei 33 di Desideri è composto da due liste. La prima, di 12 morti, è in realtà una lista ricavata dal registro comunale dei defunti e pubblicata da Caponi nel 1994. Era un’ipotesi di ricerca sui nomi delle 12 esecuzioni citati da mons. Franco Franchi della chiesa di Santa Maria delle Carceri. Non affermò, ma ipotizzò «[...] saranno questi i 12 morti citati da Monsignor [...]?». A questa prima lista, Desideri ne somma una seconda, presa semplicemente da un «[...] fascicoletto edito dal Circolo Ricreativo Aziendale dei Lavoratori del Comune di Prato [...]», che pubblicizzava e/o accompagnava un viaggio a Mauthausen. Ammesso e non concesso che quello che lui definisce un "fascicoletto di un circolo ricreativo" sia considerabile come una fonte valida, vi era scritto che erano stati uccisi per vendetta partigiana, non erano generiche vittime del periodo? Salvagnini verifica e sostanzialmente riconferma le 33 vittime indicate da Desideri. Lo fa utilizzando per riscontro un elenco di caduti della RSI stilato da un'associazione che si rifà idealmente alla RSI stessa. Sempre grazie a questi elenchi di caduti della RSI, Salvagnini aggiunge 7 morti, 3 dei quali però risultano essere ulteriori uccisioni ad opera dei tedeschi. Con questi 3, più i 9 già presenti in Desideri, si arriva a 12 uccisioni su 40 che, pur essendo fatte dai tedeschi, vengono erroneamente attribuite ai partigiani. Dei restanti nominativi, non è sempre certa la dinamica della morte. Infatti Salvagnini, al convegno del 2011 ridimensiona la cifra dei certi a 13. Purtroppo non elencherà questi 13 con la motivazione che «[...] sono sempre i soliti nomi che girano e li conoscono tutti [...]». Viceversa questi 13 nominativi sarebbero stati importanti, visto che grazie a Pansa, il dato di Salvagnini delle 40 uccisioni era diventato quello di riferimento per tanti. Inoltre, implicitamente, per Salvagnini i 33 indicati da Desideri non erano più validi. Venti o più di questi nomi erano diventati almeno incerti, e non si sa quali. Tolti questi elenchi, resta l'informazione sui 17 morti (e sul clima che allora si respirava) che arriva dalla lettera del Vicario mons. Fantaccini, 9 settembre 1944 dal Vescovo di Pistoia e Prato. La lettera è un bello spaccato del clima del momento, ma tranne Vivo e Ardizzone, non specifica nomi e circostanze dei morti.
Ad oggi non abbiamo nessun storico che abbia fornito una ricostruzione completa dei fatti. Come ha fatto lo storico Caponi, si torna quindi al punto di partenza, il processo e la relativa sentenza per le 9 uccisioni legate al gruppo che in qualche modo era ricollegabile al Castello. Questo elenco ovviamente non contempla tutte le uccisioni dell'epoca. Di Sabato è il ricercatore che ha maggiormente lavorato sul tema dei pratesi morti nel periodo della seconda guerra mondiale, tutti o quasi gli scrittori di questo tema gli riconoscono il grosso lavoro fatto nella raccolta di materiale d'archivio e di testimonianze. Anche Di Sabato ritiene che i morti fascisti per rappresaglia politica e fatto personale fossero molti più di 9. Nemmeno lui si azzarda a dare una sua cifra né per l'eccidio del Castello, né per la globalità del periodo.

### Esplicative
1. ↑  Michele Di Sabato. Prato, dalla diffida alla pena di morte. Presso il Comune di Prato vi sono le copie degli iscritti al casellario politico centrale pari ad oltre 500 persone. Non si tratta di elenchi compilati sulla base dell'appartenenza anagrafica al Comune di Prato, le iscrizioni seguono il principio dell'area geografica ove si è espletata la presunta attività sovversiva. Oltre a tutti i comuni dell'attuale provincia, vi si possono trovare persone dei comuni limitrofi. Andrea Giaconi in Quaderni di Farestoria, a pag.80 scrive nella nota n°105 che nel periodo 1929-1939 lo spoglio delle schede del sovversivi pratesi nel CPC, registrano la presenza di 228 persone. Secondo Salvagnini nella città di Prato il fascismo attecchi poco o niente, mantenendo sempre questo atteggiamento nei decenni successivi, meritando la fama di città antifascista e senza manifestare alcuna riconoscenza per il governo fascista. Salvagnini non fornisce fonti a supporto di queste considerazioni. Salvagni-Fascisti pratesi, 30 anni di storia e un massacro.
2. ↑  Nelle sue ricerche su fascismo, antifascismo e seconda guerra mondiale, Di Sabato incappò anche in queste uccisioni. Nel 1992 inviò alla rivista "Storia ed arte" una ricerca sui fratelli Tantana e sugli omicidi in cui era coinvolto il minore dei due fratelli. Era divisa in tre parti e nell'ultima parte si parla di esecuzioni sommarie e dei processi alle stesse. L'ultima parte non viene però pubblicata dalla rivista. Di Sabato provvide altrimenti pubblicandola l'anno dopo sulla rivista della CGIL "Azione Sindacale", con l'esplicita premessa che si trattava del prosieguo delle parti pubblicate in precedenza. In questo modo però, chi avesse letto solo la prima rivista, avrebbe potuto pensare ad una omissione. Ed è quello che successe a Caponi che scrisse un pezzo senza verificare se vi fossero altri scritti del Di Sabato su questo tema
3. ↑  Desideri, Salvagnini e Pansa sorvolano sul fatto che anche la destra neofascista della provincia di Firenze ha taciuto su questo eccidio. Desideri dichiara: "[nel 1944]...Anche io cominciai ad indagare sui fatti del 7 settembre, cominciando da..."Atti del convegno "I fatti della Fortezza" pag.61. Salvagnini è sempre stato un narratore delle vicende del fascismo della zona, e nel 2011 dichiara: "...sebbene dagli anni Sessanta mi occupi della Resistenza e della Repubblica Sociale in Toscana, è soltanto non più di dieci, dodici anni fa che sono venuto a conoscenza della cosiddetta cosiddetta strage ...del Castello. Questo silenzio lungo anni, e questa improvvisa scoperta insospettata sono alcuni dei motivi per cui ho iniziato ad approfondire la storia...". Atti del convegno "I fatti della Fortezza" pag.41. Sia Desideri che Salvagnini sottolineano la difficoltà a trovare informazioni anche nell'ambito del neofascismo, come se anche lì la memoria fosse stata azzerata. Salvagnini diceva: "...anche alcuni giovani pratesi che ostentatamente si definiscono post-fascisti, non capivano di cosa stessi parlando..." Se l'oblio locale sull'eccidio poteva non stupire sul versante dell'antifascismo, andrebbe spiegato perché non ne ha parlato la destra, se non dopo che la questione era esplosa come pubblica disputa tra osservatori estranei alla destra stessa. Decine di fascisti uccisi il 7 settembre 1944, di giorno, in piazza, davanti ad un pubblico numeroso e fatto anche da parenti dei prigionieri. Eccidio a cui hanno fatto seguito una scia di processi ed articoli di stampa, eppure per mezzo secolo l'estrema destra non ne parla, neppure Pisanò.

### Bibliografiche
1. 1 2 3 4 5 6  M.D. Sabato - Prato. Dalla guerra alla ricostruzione, p. 462.
2. ↑   La Resistenza nel pratese, su Associazione Resistente di Prato. URL consultato il 16 novembre 2021 (archiviato dall'url originale il 14 aprile 2021).
3. ↑   Il Rastrellamento e la Deportazione, su Associazione Resistente di Prato. URL consultato il 16 novembre 2021 (archiviato dall'url originale il 16 novembre 2021).
4. ↑   6 settembre 1944: l’eccidio di Figline (PO), su STORIE DIMENTICATE, 6 settembre 2012. URL consultato il 16 novembre 2021.
5. ↑   L’eccidio di Figline di Prato, su ToscanaNovecento. URL consultato il 16 novembre 2021.
6. ↑   TG La7, Gentile intervistato da Mentana "...quello che accade dopo [liberazione di Mussolini] è il destino di un uomo che viene riesumato nel momento in cui si considera già un cadavere politico ... viene riesumato da Hitler...", 12 febbraio 2018. URL consultato il 5 dicembre 2018.
7. ↑  Michele Di Sabato, Ricerche e documenti sulla Resistenza pratese, p. 142.
8. ↑  M. Di Sabato, Il sacrificio di Prato sull'ara del Terzo Reich, p. 76.
9. ↑  Michele di Sabato, Il Sacrificio di Prato sull'ara del Terzo Reich, Prato, Editrice Nuova Fortezza, 1987.
10. ↑  Il Comando tedesco di Firenze (Militärkommandanturen 1003) criticò le modalità controproducenti con cui i fascisti rastrellarono le persone che poi dovranno essere deportate. I fascisti sembrarono più tesi a far numero che a colpire le persone effettivamente compromesse nello sciopero stesso.
11. ↑  M. Di Sabato, Il sacrificio di Prato sull'ara del Terzo Reich.
12. ↑  Per varie circostanze, il numero dei deportati pratesi cresce di altre 19 unità, tra i Marcello Martini, il figlio di 14 anni del comandante dei partigiani pratesi. Marcello risulta essere il più giovane deportato politico italiano sopravvissuto e il secondo più giovane deportato italiano. Di 152 deportati, solo 24 tornarono vivi. La riuscita dello sciopero e la seguente rappresaglia segnarono la città, come testimonia la presenza a Prato di un Museo della deportazione. Palla e autori vari, Storia dell'antifascismo pratese dal 1921 al 1953, p. 318 di C. Brunelli.
13. ↑  Il 24 novembre 1943 su 129 pratesi precettati per la leva, si presentarono in nove. A Prato, vennero applicate anche in modo creativo le norme del governo fascista che prevedevano la possibilità di arrestare i familiari dei renitenti. Il 25 novembre 1944 i carabinieri prelevarono alla Briglia Ugo Carmagnini, colpevole di aver un figlio renitente. Venne portato al Castello di Prato, dove venne tenuto per otto giorni senza mangiare. Venne rilasciato con l'impegno che il figlio si sarebbe arruolato, cosa che il figlio non fece, M. Di Sabato, Dalla guerra alla ricostruzione, p. 59.
14. ↑  M. Di Sabatom Prato, dalla diffida alla pena di morte.
15. ↑  /«[...] Sta nella memoria storica dei fascisti l'esercizio del monopolio della violenza in regime di monopolio accettato o tollerato dallo stato, così che ancora oggi rimangono stupiti e quasi offesi dal constatare che gli antifasciati dopo l'8 settembre abbiano a loro volta fatto, ricorso alla armi [...]» C. Pavone, Una guerra civile, p. XVI della prefazione.
16. ↑  Michele Di Sabato, La guerra nel pratese 1943-1945, p. 110.
17. ↑  Ad esempio furono obiettivi dei bombardamenti la ferrovia direttissima, la ferrovia verso il tirreno, l'autostrada verso il Tirreno (oggi declassatae il deposito carburanti alle cascine di Tavola, M. Di Sabato, Dalla guerra alla ricostruzione, p. 148-149.
18. ↑  Lutz Klinkhammer, L'occupazione tedesca in Italia 1943-1945.
19. ↑  Secondo l'ingegnere Gatti, l'allora tecnico responsabile del Comune di Prato, l'opera di demolizione dei tedeschi comincia il 18 luglio 1944, M. Di Sabato, Prato, dalla guerra alla ricostruzione, p. 205.
20. 1 2 3  I tedeschi demolirono tutti i ponti e sottopassi stradali e ferroviari: Ponte Mercatale ed edifici adiacenti, Ponte alla Vittoria, ponti sull'autostrada (oggi declassata), edifici vari, 85 solo nella frazione di Iolo, strade con buche che arrivavano al diametro di 25 metri, alberi abbattuti lungo le strade. Lo stesso accadeva intorno e con riflessi importanti anche su Prato. A Poggio a Caiano, demolirono il Ponte all'Asse e il Ponte del Molino e il Ponte Leopoldo II del 1833, il più vecchio ponte sospeso italiano a mezzo di funi metalliche. A Campi Bisenzio viene distrutto il ponte interrompendo la strada provinciale.
Distruzioni con responsabilità condivisa tra Alleati e tedeschi: fabbriche, macchinari, infrastrutture, impianti idrici, binari e stazioni. Per l'elettricità, tra distrutte e danneggiate, 38 cabine e 33 trasformatori e distrutta la sottostazione di via Martini. La centrale dei telefoni è da ascrivere esclusivamente ai tedeschi, colpita il 30-31 luglio, M. Di Sabato, Dalla guerra alla ricostruzione, A. Petri, Il coccodrillo verde.
21. 1 2  «[...] Si dava la caccia ad uomini e bestiame per mandarli a nord. Tutto ciò causò un vero e proprio panico in tutto il Comune, la cui popolazione maschile si andava quasi completamente eclissando, disertando anche il lavoro dei campi [...]», Braudel e autori vari, Storia di Prato, vol. IV, p. 88.
22. 1 2  Nell'anno di occupazione, il Castello dell'imperatore era la sede della GNR pratese e simbolo della repressione. È qui che la repressione stessa portava i suoi bersagli, che in seguito potevano essere dirottati altrove, spesso a Firenze e magari nelle mani della Banda Carità, che comunque operò anche direttamente nel Castello stesso. È in questo luogo che vennero ammassati i pratesi da destinare alla deportazione verso Mauthausen.
23. 1 2  Scegliamo alcuni casi tra i tanti. Due donne, in tempi e luoghi diversi, riuscirono a difendersi con le armi del soldato tedesco che le stava stuprando, uccidendolo. Sono epiloghi rari a tali eventi, e rendono l'idea delle dimensioni che poté avere il fenomeno. A San Giusto spararono per sovrappiù ad una ragazza che sognava di diventare suora: morì poi all'ospedale. Jolanda Giorgi venne stuprata di fronte al padre Carlo e al marito Luigi Conti. Il 6 e 7 settembre cinque ragazze vennero prelevate da un gruppo di tedeschi, accompagnati da due fascisti. Furono tenute sequestrate per 24 ore, a villa Mennini, senza dar loro né cibo né acqua. Quando vennero restituite alle madri che erano fuori la villa a reclamarle, i tedeschi le rilasciarono pretendendo che le ragazze dessero loro la mano. Riferimenti vari di M. Di Sabato, Dalla guerra alla ricostruzione e A. Petri, Il coccodrillo verde.
24. 1 2  Il caso dei mezzi di trasporto a motore risulta essere emblematico per i rapporti con i tedeschi. I mezzi di trasporto vennero censiti per agevolare le requisizioni. I tedeschi decidevano tutto su di essi, compresa la dotazione da lasciare agli italiani per i loro usi civili e militari, il carburante da mettere a disposizione, perfino l'ampiamente insufficiente fornitura mensile di pneumatici per una determinata regione. I rimborsi ai proprietari arrivavano spesso in ritardo, e questo in presenza di inflazione galoppante accentuava il danno ai proprietari. All'occorrenza poteva succedere così per qualsiasi cosa avesse un valore militare, industriale ed economico.
25. 1 2  Il 10 agosto arriva un reparto della Gendarmeria tedesca al comando del tenente Druaier. Aveva l'incarico di compiere razzie prima del passaggio del fronte. Si installa da padrone nella sede del Comune che trasforma in un covo di sue spie e predoni, senza privarsi in loco del conforto delle prostitute del circondario. Svaligiò tra i tanti l'Emporio Lavarini, Sodini, Desii calzature, confezioni Fiaschi, bar ecc. Il 12 agosto venne incredibilmente arrestato dai tedeschi il commissario prefettizio Ardizzone e sei persone che erano in servizio con lui. Il tenente tedesco Druaier li fece rilasciare, con calma. Ardizzone colse l'occasione per farsi dare dai tedeschi altre autorizzazioni per muoversi a Prato, ovvero in quella che avrebbe dovuto essere la città che amministrava. I rapporti tra tedeschi ed RSI non potevano essere più chiari di così, A. Petri, Il coccodrillo verde, p. 92; M. Di Sabato, Prato, dalla guerra alla ricostruzione, pp. 206 e 255.
26. ↑  Il 31 agosto 1944 scrive monsignor Fantaccini sui ricoveri di malati di tifo, «[...] una sala dell'ospedale è già piena [...]», C. Caponi, Il Vicario di Prato, p. 64. L'epidemia è favorita dalle pessime condizioni igieniche ed alimentari. Tra giugno 1944 e gennaio 1945 ci sono 463 ricoveri con 58 decessi, ACP, Prato città martire, filza II, rapporto sulla epidemia di tifo.
27. 1 2  Prato all'8 settembre 1943, aveva già avuto circa 250 militari morti e probabilmente alcune centinaia di prigionieri degli Alleati. A settembre 1944, facendo una proporzione con la popolazione, è stimabile che vi siano in Germania circa 1.000 IMI. Circa 40 di loro morirono (M. Di Sabato). Sempre entro il passaggio del fronte, il Comune censirà in seguito 228 civili morti per attacco aereo e tiro d'artiglieria. (M. Di Sabato, La guerra nel pratese 1943-1945, p. 150. Ancora entro il passaggio del fronte, la relazione al sindaco del 24 marzo 1945, stimava vi fossero state 296 case distrutte, gravemente danneggiate 687, lievemente 1.045. Le famiglie interessate erano 4.150 per 16.600 persone. M. Di Sabato, Prato, dalla guerra alla ricostruzione, p. 357. Nel solo periodo che va dal 24 luglio all'11 agosto, 66 fabbriche furono demolite o ebbero comunque gli impianti pesantemente danneggiati dai tedeschi, M. Di Sabato, La guerra nel pratese 1943-44, p. 250.
28. ↑  A. Petri.Coccodrillo Verde, p. 87.
29. ↑  «[...] Per i fascisti la sconfitta del fascismo e la sconfitta dell'Italia coincidevano: anche da ciò nasceva la loro pertinacia nel disconoscere la realtà dei fatti, continuando puntare disperatamente sulla carta perdente. Ad alcuni giovani che subito dopo l'8 settembre si erano presentati ai tedeschi per continuare a combattere al loro fianco, l'ufficiale fece notare che "L'Italia non c'era più; non c'era più governo; esercito", e chiese: "Volete diventare soldati tedeschi?"», C. Pavone, Una guerra civile, p. 169.
30. ↑  A.Petri, Coccodrillo verde, p. 22; A. Giaconi, Quaderni di Farestoria, n° 2-3, anno 2011, p. 82.
31. ↑  Ad esempio i democristiani Petri e Pieragnoli, che ne divenne presidente, e il comunista Bellandi. Scrive al riguardo Pieragnoli: «[...] sotto la maschera di commercianti e consumatori, i componenti la Commissione avrebbero rappresentato le forze politiche clandestine. Alcuni nominativi insospettirono Fracassini, specialmente quello di Egidio Bellandi [...] tutto questo influì seriamente sul [suo] morale [...], Pieragnoli, Presenza cattolica in Prato, p. 173. Pieragnoli era un membro del CLN in rappresentanza della DC, che lo inserì nella giunta comunale clandestina che poi si insediò al Comune di Prato il 5 settembre 1944.
32. ↑  M. Di Sabato, Prato, dalla guerra alla ricostruzione, p. 170.
33. ↑  Tra i pezzi grossi è significativa la fuga del commissario prefettizio Fracassini, che scapperà attorno al 27-28 giugno. Tra i minori, scompare il vigile urbano Guido Cecchini, sospettato della brutale fine di Ruggero Tofani. Cecchini sarà tra gli uccisi da Marcello Tofani. Più in generale, il 20 agosto i partigiani penetrano nella sede del Fascio Pratese e la trovano vuota, con tutti gli schedari al loro posto. Non c'è più nessuno.
34. ↑  Manganiello è considerato dall'Mk 1003 di provata fede fascista e di ligia obbedienza alle istanze tedesche. È difficile immaginare che questo prefetto abbia nominato a Prato un proprio vicario, Ardizzone, con caratteristiche opposte alle proprie. Prima di prestare servizio a Prato, Ardizzone era stato in servizio ad Anghiari. Nel dopoguerra, alcuni abitanti di Anghiari fecero pervenire al CNL di Prato una lettera pesante sui comportamenti che Ardizzone ebbe in quella parte dell'aretino. Un passaggio è emblematico «[...] se il piombo giustiziere non l'avesse raggiunto, dovrebbe farlo adesso [...]», M. Di Sabato, Prato, dalla guerra alla ricostruzione, p. 402. In una successiva relazione sul proprio lavoro, destinata al CLN, Ardizzone dichiara di aver trovato la città senza scorte alimentari. Anche questo aiuta a comprendere perché, un vecchio politico come il suo predecessore, Fracassini, abbia deciso che era giunta l'ora di scomparire, non spiega però perché Ardizzone abbia sciolto la Commissione Annonaria.
35. ↑  M. Di Sabato, Prato. Dalla guerra alla ricostruzione, pp. 163 e 402.
36. ↑  Michele Di Sabato, Prato, dalla guerra alla ricostruzione, p. 171.
37. ↑  In quelle settimane furono colpiti negozi ancora conosciuti al giorno d'oggi, come: Padovani in piazza del Comune e Brogi in piazza Duomo, Elisabetta Faldi, L'ultimo anno di guerra a Prato, p. 90.
38. ↑  Il 12 agosto un manifesto, esclusivamente in tedesco, ricordava che le requisizioni arbitrarie saranno severamente punite. In pratica si ammette implicitamente che esiste un fenomeno diffuso di soldati tedeschi che saccheggiano "privatamente", e questo per i tedeschi è negativo, M. Di Sabato, Dalla guerra alla ricostruzione, p. 208.
39. ↑  Il Comune di Prato segnala al Prefetto e alla Questura che ci sono saccheggi e vi sono pochi agenti a disposizione per impedirli. Chiede anche di intervenire presso la gendarmeria tedesca, per evitare che vi partecipino anche dei militari tedeschi, come era successo, A. Petri, Coccodrillo verde, p. 85; M. Di Sabato, Prato. Dalla guerra alla ricostruzione, pp. 174, 175 e 254.
40. ↑  Secondo A. Petri, a fine giugno in città funzionava, in un mare di difficoltà, solo l'organizzazione ospedaliera, le associazioni Misericordia e Pubblica Assistenza, e i Vigili del fuoco. Il 24 giugno i tedeschi interrompono la distribuzione dell'energia elettrica. Avevano cessato di funzionare, o stavano cessando, Pretura, Posta e telegrafi, Ufficio del Registro, Ufficio Imposte Dirette, i servizi bancari, quelli telefonici, del gas, dell'acqua e così via. Il 24 luglio parte il Comando di piazza tedesco, che si trovava a Firenze. Non c'è più un interlocutore stabile ma solo chi capita di volta in volta, seconda le truppe del fronte che sono in quel punto e in quel momento, A. Petri, Coccodrillo verde, p. 82, M. Di Sabato, Prato, dalla guerra alla ricostruzione, p. 202.
41. ↑  L'ascolto delle radio estere è diffuso, specialmente Radio Londra; e il Militärkommandanturen 1003 cita con preoccupazione il fenomeno in tutti i suoi rapporti. Il comando ritiene che i diffusi ascolti di queste radio abbiano molta influenza sulla popolazione e propone di sequestrare le radio detenute nelle abitazioni. A Grosseto verranno effettivamente sequestrate.
42. ↑  Ci sono più comandi amministrativi militari in toscana e i loro ambiti variano nel tempo. Semplificando, lo MK 1003 copre sostanzialmente le province di Firenze, Siena, Arezzo. Lo MK 1015 da gennaio copre tutto il resto, tranne Grosseto che è associato a Viterbo. Prato è nello MK 1003 e quindi sul confine con lo MK 1015 che comprende Pistoia.
43. ↑  Già nei rapporti del 1943, appare lo scetticismo. L'MK 1003 dichiara che la popolazione si fida più dei tedeschi che dei fascisti. Appare all'MK 1003 che la maggioranza della popolazione ritenga che Mussolini e il fascismo non abbiamo più la forza necessaria all'azione. Pur non disprezzandone le idee, solo una parte minoritaria della popolazione è disposta ad impegnarsi per esse. Sempre l'MK 1003 avanza però il dubbio che, per convenienza ed in attesa degli eventi, la parte maggioritaria della popolazione finga sul fascismo e il Duce, una considerazione positiva che in realtà non aveva. L'MK 1015 non ha questi dubbi, la stragrande maggioranza della popolazione non è con la RSI e il PFR. Si dice certa del fatto che quasi tutta la popolazione tifi per il nemico. L'MK 1015 (o predecessore) ci fornisce i dati reali del tesseramento del PFR di alcune province a metà novembre. Pisa ha 2.600 iscritti al PFR contro i 42.250 al PNF. Livorno ha 780 iscritti al PFR contro 34.000 al PNF.
44. ↑  Ad esempio l'MK 1003 dichiara che deve suggerire cosa fare, come farlo, da chi farlo fare e comunque deve controllarne l'esecuzione. Si critica l'efficacia dell'azione un po' su tutto, a partire dall'ordine pubblico. Si criticano i forti incrementi salariali fatti prima di riuscire a controllare i prezzi, provocando un'automatica inflazione di entità pari agli incrementi salariali stessi. La borsa nera che non viene sempre contrastata al massimo delle possibilità. L'opacità degli uffici pubblici che per contrasto fa ben figurare quella che i tedeschi considerano come la riconosciuta azione trasparente dei loro uffici. Si dice che la buona volontà dei pochi italiani convinti, non sia spesso al passo con la loro capacità. Non solo né tedeschi né fascisti si fidano dei carabinieri, ma l'MK 1003 rileva che le investigazioni della polizia non portano mai all'individuazione di un colpevole di attentati. Nel rapporto dell'11 maggio 1944 dell'Mk 1015, si afferma che l'intero distretto militare di Lucca è scomparso passando in massa con i partigiani, Marco Palla, Toscana occupata. Rapporti delle Militärkommandanturen 1943-1944.
45. ↑  Michele Di Sabato, Prato, dalla guerra alla ricostruzione, p. 200.
46. ↑  Il tenente (o capitano) dei carabinieri Eriberto Papotti, precedente comandante di Prato, era stato mandato in Germania (M. Di Sabato, Dalla guerra alla ricostruzione, p. 254), come molti altri carabinieri del resto d'Italia. È fatto più unico che raro dare il comando dei carabinieri di una città di 70.000 abitanti (più 30.000 dei comuni limitrofi) ad un sottufficiale. Si può presupporre che Vivo, che sarà tra i morti del 7 settembre, dovesse essere considerato dai tedeschi e dai fascisti un carabiniere degno di fiducia. Poi il 1º settembre del 1944, la RSI congedò la maggioranza dei carabinieri del paese accusati di essere politicamente inaffidabili.
47. ↑  La richiesta era stata fatta a suor Cecilia e questa ne parlò con Fantaccini, Vicario di Prato, che diede l'autorizzazione preventiva. Erano stati aperti all'esterno i conventi di clausura per l'emergenza del fronte in arrivo. Inoltre tra i 400 bisognosi seguiti dal clero a Palazzo Vescovile e alla villa delle Sacca, c'erano nascosti 44 partigiani finti malati. Anche nel convento di San Vincenzo (sempre in centro) ci sono dei partigiani. Nel solito convento di San Vincenzo veniva ospitato il commissario Ardizzone fin dal 24 luglio, e come lui altri poliziotti, carabinieri, funzionari del Comune ecc. Ardizzone aveva un accordo per la cessione al CNL delle armi in esubero, e per questo motivo le depositerà in San Vincenzo già il 20 agosto, A. Petri, Il Coccodrillo verde, pp. 96 e 99. Analoga situazione con il maresciallo Vivo, solo che lui si è rifugiato in Seminario. Il CNL valuta che ci siano 20 carabinieri dalla propria parte
48. ↑  Perfino circolare in bicicletta è un problema, mancano cronicamente fascioni e camere d'aria. Non solo gli italiani, perfino i soldati tedeschi le rubano per darsi una maggiore mobilità personale.
49. ↑  A fine agosto entravano in città 10 quintali giornalieri di grano al posto dei 34 giornalieri (M. Di Sabato, Prato, dalla guerra alla ricostruzione, p. 222) e l'attività dei mulini era stata sabotata dai tedeschi. Scrive il parroco di Mezzana, «[...] Non si distribuisce più la farina ma il grano. Funziona il mulino ad acqua. Le donne fanno la fila per poter macinare un poco di grano. Spesso vanno a piedi o con biciclette scassate, le migliori le hanno rubate i tedeschi [...]» E. Faldi, L'ultimo anno di guerra a Prato, p. 87. I tedeschi tendono a prosciugare le risorse del posto, non vogliono lasciare nulla al passaggio del fronte. Ad esempio, avevano saccheggiato l'ammasso dell'olio e la carne era quasi scomparsa, A. Petri
50. ↑  M. Di Sabato,, Prato, dalla guerra alla ricostruzione, p. 220.
51. ↑  M. Di Sabato, Prato, dalla guerra alla ricostruzione, p. 285.
52. ↑  Il CLN locale informa gli Alleati che i tedeschi si sono ritirati dal centro di Prato e quindi devono essere rivisti gli obiettivi dell'artiglieria statunitense. Consegnano agli USA anche una gradita mappa in scala 1 a 25.000 con informazioni sugli apprestamenti della linea gotica
53. ↑  Il Comando Militare del CTNL era denominato in codice "Comando Marte" ed è il Comando Marte che dà l'ordine di occupare Prato. Aldo Petri, Coccodrillo Verde, da Sagorje ai faggi di Iavello, p. 103.
54. ↑  Il CNL pratese in quel momento era composto da quattro partiti, Democrazia Cristiana, Partito Comunista, Partito d'Azione, Partito Socialista, più comandante militare Martini Mario. Oltre al sindaco, in Giunta erano presenti otto assessori.
55. ↑  Michele Di Sabato, Prato, dalla guerra alla ricostruzione,. p. 257.
56. ↑  Alle 17:45, 30 partigiani provenienti da via Roma scavalcano l'avanguardia statunitense ed entrano in città. Si equivoca pensando che alle loro spalle stiano per entrare gli americani e le campane suonano a festa. Alle campane rispondono i tedeschi aprendo il fuoco con l'artiglieria su piazza del Duomo di Prato uccidendo quattro persone, ferendone tre e danneggiando anche il Duomo, C. Caponi, Il Vicario di Prato, p. 65 e A. Petri, Coccodrillo Verde, p. 109. Oltre a piazza del Duomo, i colpi arrivarono in altri punti, su via dell'Aiale, su via Carbonaia ecc., Progetto memoria, vol. 4, p. 29.
57. ↑  Si pensò anche che i tedeschi fossero stati informati da qualcuno. La dinamica esatta dell'imboscata non è mai stata chiarita del tutto ed ha lasciato dietro di sé polemiche ancora vive.
58. ↑  A. Petri, cit., p. 109 3 114; M. Di Sabato, Dalla guerra alla ricostruzione, p. 281.
59. ↑  M. Di Sabato, Prato, dalla guerra alla ricostruzione, p. 281.
60. ↑  C. Caponi, Il vicario di Prato, p. 67.
61. ↑  «[...] Una camicia nera di un Battaglione M scrive che il Duce [...] ancora una volta contro il volere di un popolo che si crede italiano (e che non lo è) ha saputo frenare il caos, con un sol pugno di uomini [...] anche contro il volere del popolo, noi combatteremo a fianco del nostro alleato germanico che ha dimostrato di essere vero amico del popolo italiano [...]», C. Pavoni, Una guerra civile, p. 228.
62. ↑  Palla e autori vari, Storia dell'antifascismo pratese dal 1921 al 1953, p. 321 di Enrico Iozzelli.
63. 1 2  Caponi racconta alcuni colloqui: "[Comandante dei partigiani Mario Martini] Il maresciallo Vivo aveva perfino una mia dichiarazione che doveva essere lasciato libero. Sono state vendette personali. Né il CNL, né il Comando Militare hanno mai dato l'ordine di eliminare queste persone. Tanto è vero che molti fascisti furono tolti dalla circolazione unicamente perché non fossero vittime di vendette. Furono rinchiusi nelle prigioni e venivano interrogati." e "... [Saccenti CNL] Mi ricordo che due giorni dopo che ero stato fatto sindaco venne Pietro Gini [CLN DC]...tutto agitato...-Non sono d'accordo che si ammazzi la gente in questo modo ...qui si continua ad ammazzare senza che si sappia nulla. Mi dissocio dal CNL-.Allora lo domandai a Galardini e lui mi confermò che erano avvenuti questi fatti alla Fortezza...". C. Caponi. I fatti della Fortezza su Crocevia, rivista del Centro culturale Cattolico di Prato, 1994
64. ↑  Nella gremita piazza antistante il Castello, venne visto rubare le scarpe ad uno dei giustiziati e fu poi sentito anche vantarsene. Fu la singola persona più segnalata in prossimità di persone che vennero arrestate e/o uccise, tanto che il tribunale pensò che ci potesse essere anche un effetto di suggestione attorno al suo nome.
65. ↑  M. Di Sabato, Prato, dalla guerra alla ricostruzione, p. 466.
66. ↑   Eccidio del Castello- Ma Faggi conosce la storia? Di: Francesco Fedi | Prato nel Mondo, su pratonelmondointernal.altervista.org. URL consultato il 2 dicembre 2018 (archiviato dall'url originale il 30 novembre 2018).
67. ↑  M. Di Sabato, Prato, dalla guerra alla ricostruzione, p. 287.
68. ↑  Dall'intervista di Gregori a Vannini: "...Vezzi [CLN] mi mandò in piazza delle Carceri con l'ordine di far cessare le sparatorie, a nome del PCI e del CLN. Eseguii l'ordine, aggiungendo di mio minacce di ritorsioni, nel caso che le disposizioni non fossero state eseguite...ricordo che un sacerdote mi ringraziò...". G. Gregori-Storie della resistenza pratese, pag 36-37.
69. ↑  Il Tirreno 3 settembre 1994.
70. 1 2  Pansa, I vinti non dimenticano, pagg. 116.118
71. 1 2  Convegno I fatti della Fortezza di Prato, pag. 63.
72. ↑  Michele Di Sabato - Prato. Dalla guerra alla ricostruzione, pag. 283
73. 1 2  Michele Di Sabato - Prato. Dalla guerra alla ricostruzione, pag. 283
74. ↑  Michele Di Sabato - Prato. Dalla guerra alla ricostruzione, pagg. 251-252-283.
75. ↑  Testimonianza di Armando Bardazzi: "... [Vivo] e il comandante del Carcere, veniva nel carcere e giù botte...", "...Ubertini e il maresciallo Vivo venivano a prenderci in giro: Via, via, si va via...". Michele Di Sabato, Prato, dalla guerra alla ricostruzione, pagg. 282-3.
76. ↑  Testimonianza di Armando Bardazzi: "...era una belva, una belva. Lui è il comandante del Carcere, veniva nel carcere e giù botte...", "...Ubertini e il maresciallo Vivo venivano a prenderci in giro: Via, via, si va via...". Michele Di Sabato, Prato, dalla guerra alla ricostruzione, pagg. 282-3.
77. ↑  Scrittore e giornalista Giano Accame: "...purtroppo la Repubblica Sociale Italiana era caduta in questa trappola delle rappresaglie e questo ha reso poi dopo il terreno molto più difficile dopo la fine della guerra...". Intervista a G.Minoli ripresa nella puntata sul Movimento Sociale Italiano della trasmissione "La storia siamo noi", dal minuto e 30, https://www.youtube.com/watch?v=wP3LMawie_s
78. ↑  La Nazione, numeri di marzo 1953
79. ↑  Processo con sentenza di condanna del 1953 per l'uccisione dei tre fratelli Santi e Giovanni Ciolini. I processi con condanne per le uccisioni di Quirino Stornelli e Pasquale Lippa. Michele Di Sabato - Prato, dalla guerra alla ricostruzione.
80. ↑  Ardizzone venne arrestato il 5 settembre 1944 nel seminario da due persone ben identificate, il suo cadavere venne poi ritrovato circa 20 giorni dopo. Non si sa né quando né chi lo ha ucciso. Il processo finì con un nulla di fatto in mezzo a polemiche ed iniziative politiche. Spicca la presa di posizione del CNL Toscana che produce un documento in cui si segnala che Ardizzone si era più che distinto come fascista. M.D.Sabato-Prato, dalla guerra alla ricostruzione, pag.400,1,2,3.
81. ↑  S.Desideri - Rivista l'Ultima crociata
82. ↑  L. Salvagni cita Carlo Simiani e la sua valutazione di 300 morti a Prato entro il 1945, nel citarlo Salvagnini aggiungeva "...ma forse esagerava...". L. Salvagnini. Fascisti pratesi- trent'anni di fascismo e un massacro, pag.89
83. ↑  "...Ricordo un primo, vivace dibattito messo in onda nell’ormai lontano 1981 da TV Prato, allora negli studi di Pratilia, protagonisti Goffredo Lohengrin Landini, Aldo Petri, Armando Meoni, Antonio Torricini. Gli episodi al centro di analisi in alcuni casi contrapposte furono l’eccidio di Figline, i fatti della Fortezza, l’esplosione di Poggio alla Malva. Seguì un sostanziale silenzio..." C.Caponi-Rileggere l'antifascismo e la resistenza. Rivista Prato Storia e Arte
84. ↑  Gigi Salvagnini - Fascisti pratesi. Trent'anni di storia ed un massacro, 2006. pag.6 e 87.
85. ↑  Scrive Caponi "...nel cinquantenario della Liberazione di Prato, dopo un mio articolo su «Crocevia», rivista del Centro culturale cattolico della Diocesi, si sviluppò sulle pagine locali de «Il tirreno» una dura polemica a proposito dell’eccidio della Fortezza...". C.Caponi-Rileggere l'antifascismo e la resistenza. Rivista Prato Storia e Arte
86. ↑   NO ALLA PARATA NEOFASCISTA A PRATO | Associazione ARCI Prato, su arciprato.it. URL consultato il 30 novembre 2018.
87. ↑  La determinazione in 9 del numero delle vittime certe è figlia del processo che si chiuse con la sentenza del 27 marzo 1953. Un elenco che circola, e che negli ultimi anni è stato anche brevemente esposto al Castello, comprende dei nominativi non presenti nella sentenza: Rosario Ardizzone, Gennara Bettarini, Maurizio Salvetti, Bruna Fantaccini. Sempre nella sentenza, non risulta il nominativo di Massai Fiorenza ma quello di Razzai Fiorenza, diciottenne dattilografa di un comando tedesco. Questo non esclude che questi nominativi siano stati giustiziati in circostanze analoghe, ma non ci sono evidenze storico-giuridiche che siano stati uccisi il 7 dal gruppo del Castello.
88. 1 2  (IT) 2018 prato castello casa pound commemorare - Cerca con Google, su google.com. URL consultato il 29 novembre 2018.
89. ↑   Paolo Nencioni, La destra commemora i morti fascisti e il Comune rimuove la corona - Cronaca, su il Tirreno, 9 settembre 2015. URL consultato il 5 dicembre 2018T10:13:57Z.
90. 1 2  (EN) FORZA NUOVA PIANTA LE SUE RADICI ANCHE A PRATO, in Linea Libera. URL consultato il 2 dicembre 2018.
91. ↑  "...Per quanto riguarda la commemorazione, appare una richiesta non accoglibile: i monumenti si fanno ai valori e non ai disvalori e l’ultima servitù di Salò al nazismo fu certamente un disvalore forte e non dimenticabile. I morti sono tutti uguali, ma le scelte che hanno fatto da vivi li rendono diversi, inevitabilmente...".
https://www.paesesera.toscana.it/a-settantun-anni-dalla-liberazione-di-prato-i-fatti-della-fortezza/
92. ↑  Rassegna stampa pubblicata negli atti del Convegno "I fatti della fortezza di Prato, 7 settembre 1944". 9 settembre 2011, Salone Consiliare del Comune di Prato.
93. ↑  "...La ringraziamo - vi si legge - per averci ricordato ancora una volta che per la sinistra esistono morti di prima e di seconda fascia, e che il posizionamento in prima o in seconda fascia lo determina non solo chi erano da vivi, ma anche chi è stato ad ucciderli. Benché si stia parlando di un criminale conclamato, se l’assassino rientra nella tradizione politica giusta, la vostra, le sue vittime non son degne di memoria; neppure nel caso si trattasse, come in buona parte si è trattato, di innocenti, la cui collaborazione con il regime è tutta da provare..."
http://www.notiziediprato.it/news/corona-per-i-morti-dell-eccidio-della-fortezza-il-comune-la-fa-rimuovere Archiviato il 27 settembre 2015 in Internet Archive.
94. ↑  G.Pansa-I vinti non dimenticano, pag 109.
95. ↑  "...Mi considero uno dei vinti che non dimenticano...",Convegno della fortezza, pag.40, "...non possiamo accettare che i nostri caduti, in quanto morti per una -come voi dite- causa sbagliata, debbano essere ignorati...noi non vogliamo farvi dimenticare i vostri valori[antifascismo], non abbiamo alcuna voglia di convertirvi. Vorremmo...che anche i nomi dei nostri caduti fossero incisi nel marmo..." Fascisti pratesi pag.7.
96. ↑   In memoria di Sileno Desideri, il "fascista" di Prato - Ordine Futuro.net [collegamento interrotto], in Ordine Futuro.net, 4 gennaio 2018. URL consultato il 29 novembre 2018.
97. ↑  Scrive Caponi: "...Giampaolo Pansa ritorna alla carica (confesso di avere letto il suo volume -I vinti non dimenticano- con un certo fastidio, come un tentativo manifesto di tirarmi, non interpellato, dalla sua parte) e cerca di utilizzare il mio articolo sui fatti della Fortezza per riaccendere la polemica sul medesimo episodio, citando nuovi scritti e testimonianze di parte fascista. Non commento, ma ribadisco la mia posizione di studioso, certamente non asettico (Gaetano Salvemini scriveva: «lo storico che si dichiara obiettivo è uno sciocco o un uomo in malafede, quasi lupo travestito da agnello») più attento ai fatti che ai miti e ai contromiti. A certe chiamate in causa reagisco con la stessa indifferenza di quando, alcuni ricercatori locali mi hanno accusato di essere sensibile alle sirene revisionistiche. Ancora una volta mi piace citare lo storico Scoppola, che afferma: «La storiografia è per sua natura revisionista, nel senso che deve acquisire nuovi elementi provenienti dalla documentazione resasi progressivamente disponibile, e deve tenere conto dei punti di vista, degli interrogativi inediti – anche mutevoli - che lo storico si pone..." C.Caponi-Rileggere l'antifascismo e la resistenza. Rivista Prato Storia e Arte
98. ↑  Gigi Salvagnini - Fascisti pratesi. Trent'anni di storia ed un massacro, 2006. pag.6 e 90.
99. ↑  Questo è il testo integrale di quanto detto da Cardini: "...Fortissima fu in ogni caso la coesione sociale, il senso dell'aiuto reciproco che si estendeva anche ai fuggiaschi e ai prigionieri di guerra alleati fuggiti dai campi di concentramento tedeschi. Non mancarono naturalmente gli episodi di violenza e anche di ferocia: ma, nel complesso, si deve dire che, anche grazie all'influenza della Chiesa e alla moderazione del CNL, il fronte passò con disagi e sofferenze certo, non senza alcuni eccessi, ma in modo nel complesso non tragico: anche - e soprattutto - se paragonato ad altre situazioni italo-settentrionali..". F.Cardini-Breve storia di Prato, pag.139 oppure Storia di Prato illustrata, pag. 282.
100. ↑  Gigi Salvagnini - Fascisti pratesi. Trent'anni di storia ed un massacro, 2006. pag.87 e 91.
101. ↑  Così riferisce Cesare Guasti "...arrivò un certo...Questi disse a Vezzi che bisognava imprigionare i fascisti e prospettava quelle cose che poi avvennero il giorno dopo alla fortezza..." Vezzi del CLN gli domandò "...ma chi credi che comandi a Prato?..." e l'altro rispose "...ora si comanda noi..." Vezzi replicò"...no, ora comandano gli americani quindi state fermi e non fate niente...". Il Tirreno, 1 settembre 1994.
102. ↑  Da parte dell'AMGOT, c'era la prassi di vietare anche le più semplici manifestazioni politiche. Gli spazi erano molto ristretti tanto che i partiti politici a Prato vennero convocati e furono costretti a dare garanzie che non vi sarebbero state manifestazioni politiche che cessarono già il 10 settembre. Braudel e autori vari-Storia di Prato. vol IV pag.94.
103. ↑  Michele Di Sabato - Prato, dalla guerra alla ricostruzione.
104. ↑  M.D. Sabato Prato, dalla guerra alla ricostruzione, pag.467
105. ↑  Intervista a Barbero, dal minuto 75.http://www.sermig.org/ospiti/ultimo-ospite/20409-alessandro-barbero-all-università-del-dialogo-2
106. ↑  Autori e test vari riportati in bibliografia: Caponi, Di Sabato, Faldi, Palla, Petri, Gregori ecc., le relazioni degli uffici pubblici (anche del periodo della RSI)e diari vari ecc.
107. ↑  Articolo di Riccomini, La Nazione del 29 giugno 2008.
108. ↑  Secondo Caponi la bibliografia curata nel 2009 da Alessandro Affortunati in Lotta politica e sociale, fascismo ed antifascismo, Resistenza e ricostruzione nel Pratese, può contare ben 344 titoli di pubblicazioni, di cui 241 apparse dopo il 1980.
109. ↑  L. Salvagnini, Fascisti pratesi, 30 anni di storia e un massacro, pp. 94-95.
110. ↑  «Finalmente si respira un po' d'aria libera dall'oppressione tedesca [...] i primi carri armati anglo-americani giunsero martedì [...]. Naturalmente il popolo volle che si suonassero le campane in segno di giubilo [...] ma il risveglio cittadino fu funestato da atroci cose [...] incominciarono le rappresaglie e le vendette culminate nella giornata di giovedì con 17 morti [...]. Cose raccapriccianti per tutti gli onesti [...]. Sono già stati liberati dal nemico tedesco i dintorni [...]. Ultima notizia: capo dell'amministrazione cittadina è stato nominato un comunista [...] nella Giunta e Consulta municipale sono entrati due dei nostri [politici della DC]». Claudio Caponi, Il Vicario di Prato, p. 65.
111. ↑  «[...] Alla Fortezza un gruppo di sbandati, sfuggiti al controllo del CNL imperversò per una intera giornata, il 7 settembre, giustiziando nove collaborazionisti o presunti tali. Tra costoro figurava il maresciallo dei carabinieri Vivo. Altre vendette seguirono [...]». Conferenza su Antifascismo e Resistenza a Prato, Prato, 18 marzo 2011.